# Tilda (téléfilm, 2011)
Tilda est un pilote de série télévisée américain réalisé par Bill Condon en 2011 pour HBO qui n'a jamais été diffusé.

## Synopsis
La vie d'une journaliste-blogueuse acerbe, spécialisée dans la critique de l'industrie hollywoodienne. Inspirée par celle d'une véritable chroniqueuse, Nikki Finke du site Deadline, la série faisait beaucoup parler d'elle.

## Distribution
- Diane Keaton : Tilda Watski[3]
- Elliot Page : Carolyn[3] (crédité Ellen Page)
- Wes Bentley[4]
- David Harbour[4]
- Leland Orser[4]
- Jason Patric : Andrew Brown[5]
- Sanaa Lathan : Sasha Litt[6]
- Kevin Pennington : Billy

## Production
Le projet de Bill Condon et Cynthia Mort a débuté en février 2010. Lors du tournage du pilote, Cynthia Mort quitte la série à la suite de nombreux désagréments. En novembre, HBO engage Alan Poul (en), Alexa Junge (en) et John Hoffman comme producteurs exécutifs.
En février 2011, HBO a décidé de mettre un terme au programme.